# Arroyo Iguana
Arroyo Iguana är en ort i Mexiko.   Den ligger i kommunen San Felipe Usila och delstaten Oaxaca, i den sydöstra delen av landet, 300 km sydost om huvudstaden Mexico City. Arroyo Iguana ligger 115 meter över havet och antalet invånare är 481.
Terrängen runt Arroyo Iguana är varierad. Arroyo Iguana ligger nere i en dal. Runt Arroyo Iguana är det ganska glesbefolkat, med 42 invånare per kvadratkilometer. Närmaste större samhälle är San Felipe Usila, 4,0 km väster om Arroyo Iguana. I omgivningarna runt Arroyo Iguana växer i huvudsak städsegrön lövskog.